# Indische Cricket-Nationalmannschaft in Simbabwe in der Saison 2010
Die Tour der indischen Cricket-Nationalmannschaft nach Simbabwe in der Saison 2010 fand vom 12. bis zum 13. Juni 2010 statt. Die internationale Cricket-Tour war Bestandteil der Internationalen Cricket-Saison 2010 und umfasste zwei Twenty20s. Indien gewinnt die Serie 2–0.

## Vorgeschichte
Simbabwe und Indien spielten direkt zuvor zusammen mit Sri Lanka ein Dreinationenturnier. Das letzte Aufeinandertreffen der beiden Mannschaften bei einer Tour fand in der Saison 2005 in Simbabwe statt.

## Stadien
Das folgende Stadion wurde als Austragungsort der Tour festgelegt und am 16. März bekanntgegeben.
| Stadion            | Stadt  | Kapazität | Spiele      |
| ------------------ | ------ | --------- | ----------- |
| Harare Sports Club | Harare | 10.000    | 1. & 2. T20 |

## Kaderlisten
Die folgenden Kader wurden für die Tour bestimmt.
| Twenty20 | Twenty20 |
| Simbabwe | Indien |
| --- | --- |
| - Elton Chigumbura (K) - Tendai Chatara - Chamu Chibhabha - Charles Coventry - Graeme Cremer - Craig Ervine - Greg Lamb - Ray Price - Hamilton Masakadza - Chris Mpofu - Ed Rainsford - Tatenda Taibu (wk) - Brendan Taylor - Prosper Utseya | - Suresh Raina (K) - Virat Kohli (VK) - Ravichandran Ashwin - Ashok Dinda - Ravindra Jadeja - Dinesh Karthik (wk) - Vinay Kumar - Amit Mishra - Abhimanyu Mithun - Naman Ojha - Pragyan Ojha - Pankaj Singh - Yusuf Pathan - Rohit Sharma - Murali Vijay - Umesh Yadav |

## Twenty20 Internationals

### Erstes Twenty20 in Harare
| 12. Juni Scorecard | Harare | Simbabwe 111-9 (20)          | – | Indien 112-4 (15) |
|                    |        | Indien gewinnt mit 6 Wickets |   |                   |

### Zweites Twenty20 in Harare
| 13. Juni Scorecard | Harare | Simbabwe 140-5 (20)          | – | Indien 144-3 (18) |
|                    |        | Indien gewinnt mit 7 Wickets |   |                   |

## Statistiken
Die folgenden Cricketstatistiken wurden bei dieser Tour erzielt.
| Twenty20s           | Twenty20s  | Twenty20s | Twenty20s | Twenty20s | Twenty20s | Twenty20s | Twenty20s | Twenty20s |
| Batting             | Batting    | Batting   | Batting   | Batting   | Batting   | Batting   | Batting   | Batting   |
| Spieler             | Mannschaft | Spiele    | Innings   | Runs      | Average   | HS        | 100s      | 50s       |
| ------------------- | ---------- | --------- | --------- | --------- | --------- | --------- | --------- | --------- |
| Suresh Raina        | Indien     | 2         | 2         | 100       | 100,00    | 72*       | 0         | 1         |
| Murali Vijay        | Indien     | 2         | 2         | 51        | 25,50     | 46        | 0         | 0         |
| Tatenda Taibu       | Simbabwe   | 2         | 2         | 49        | 49,00     | 45*       | 0         | 0         |
| Chamu Chibhabha     | Simbabwe   | 2         | 2         | 47        | 23,50     | 40        | 0         | 0         |
| Brendan Taylor      | Simbabwe   | 2         | 2         | 42        | 21,00     | 27        | 0         | 0         |
| Bowling             |            |           |           |           |           |           |           |           |
| Spieler             | Mannschaft | Spiele    | Overs     | Wickets   | Average   | BBI       | 5W        | 10W       |
| Ashok Dinda         | Indien     | 2         | 7         | 4         | 10,50     | 2/15      | 0         | 0         |
| Pragyan Ojha        | Indien     | 2         | 8         | 3         | 12,33     | 2/11      | 0         | 0         |
| Ray Price           | Simbabwe   | 2         | 7         | 3         | 16,33     | 2/24      | 0         | 0         |
| Vinay Kumar         | Indien     | 2         | 7         | 3         | 17,33     | 3/24      | 0         | 0         |
| Chris Mpofu         | Simbabwe   | 2         | 7         | 2         | 30,00     | 2/31      | 0         | 0         |
| Ravichandran Ashwin | Indien     | 2         | 8         | 2         | 35,00     | 1/22      | 0         | 0         |

## Player of the Series
Als Player of the Series wurden die folgenden Spieler ausgezeichnet.
| Serie | Player of the Series |
| ----- | -------------------- |
| T20   | Suresh Raina         |

### Player of the Match
Als Player of the Match wurden die folgenden Spieler ausgezeichnet.
| Spiel  | Player of the Match |
| ------ | ------------------- |
| 1. T20 | Yusuf Pathan        |
| 2. T20 | Suresh Raina        |